# نهر أوريل
نهر أوريل (باللغة الأوكرانية: Оріль) هو نهر في أوكرانيا، يشكل الرافد الأيسر لنهر دنيبر. يبلغ طوله 346 كيلومترًا ومساحة حوضه 9,800 كم²، تشمل المساحة الأرضية التي تضم مجرى النهر وشبكة أوديته وفروعه المختلفة.
منبع نهر أوريل بالقرب من قرية يفريميڤكا التي تقع في الرايون لوزوڤا بمقاطعة خاركيف. يصب بنهر دنيبر بالقرب من مدينة دنبرو.